# Johan Nordenfalk (statssekreterare)
Sigfrid Rålamb Erik Johan Nordenfalk, född 24 september 1934 i Stockholm, död 14 december 2020 i Västervik, var en svensk friherre, statssekreterare och ambassadör.

## Biografi
Nordenfalk avlade juris kandidatexamen vid Uppsala universitet 1958. Därefter studerade han ett år vid universitet i Wisconsin. År 1964 blev han sekreterare i Wennerström-kommissionen, som skulle undersöka myndigheternas agerande i samband med överste Wennerströms spionaffärer. 
Nordenfalk fortsatte sin karriär på Finansdepartementets budgetavdelning under Gunnar Sträng innan han gick vidare till Industridepartementet under Krister Wickman, där han i princip var chef för alla statliga bolag. Han var senare verksam vid Handelsdepartementet 1976–1978. Han ledde bland annat arbetet med att skapa OTC-marknaden och initierade frågan om skattereduktion för arbetande kapital. 
Nordenfalk var ordförande för bland annat Exportrådet, Sveriges ridderskap och adel, Kungliga Patriotiska Sällskapet, Sveriges jordägareförbund och European Landowners’ Organization. Han medverkade i förhandlingarna kring EU:s Charter of Human Rights, framför allt §17 om förstärkt skydd för äganderätten.
Johan Nordenfalk tillhörde ätten Nordenfalk. Han var son till förläggaren Johan Nordenfalk. Han är begraven på Törnsfalls kyrkogård.

## Utmärkelser
- Riddare av Nordstjärneorden
- H.M. Konungens medalj i 12:e storleken [4][6]